# Leitfähigkeit
Als Leitfähigkeit wird die Fähigkeit eines leitfähigen chemischen Stoffes oder Stoffgemisches bezeichnet, Energie oder andere Stoffe oder Teilchen im Raum zu leiten oder zu übertragen. Die Fähigkeit von Stoffen, Energie (wie elektrischen Strom und Wärme) zu leiten, ist teilweise ähnlich ausgeprägt. So sind Metalle  gute Leiter für elektrischen Strom und für Wärme. Andererseits sind Gase in beiden Fällen schlechte Leiter.
Die Leitfähigkeit {\displaystyle \sigma } berechnet sich mit der elektrischen Ladung {\displaystyle e}, der Ladungsträgerdichte {\displaystyle n} (für Elektronen), {\displaystyle p} (für Löcher) und der Beweglichkeit
{\displaystyle \mu _{e}} (für Elektronen), {\displaystyle \mu _{h}}(Löcher):
{\displaystyle \sigma =e(n\mu _{e}+p\mu _{h})}
Sie verknüpft die elektrische Stromdichte {\displaystyle J} mit dem elektrischen Feld {\displaystyle E} und stellt damit eine äquivalente Formulierung zum ohmschen Gesetz dar:
{\displaystyle J=\sigma E}

## Unterscheidungen
Leitfähigkeiten werden – (übergeordnet) in den Bereichen Energie- und Stoffströme – in folgenden Unterbegriffen weiter unterschieden:
- Energieströme:
  - Wärmeleitfähigkeit (oder thermische Leitfähigkeit) – für Wärme
  - elektrische Leitfähigkeit (für elektrischen Strom) – Sonderfälle sind:
    - intrinsische Leitfähigkeit – Leitfähigkeit durch „Löcher“ im Gitter, wie bei Metallen
    - extrinsische Leitfähigkeit – Leitfähigkeit durch Fremdatome im Gitter, bei Halbleitern

  - magnetische Leitfähigkeit (oder Permeabilität) – Durchlässigkeit für magnetische Felder
  - dielektrische Leitfähigkeit (oder Permittivität) – Durchlässigkeit für elektrische Felder
  - elektrolytische Leitfähigkeit – elektrische Leitfähigkeit mit Ionen in Elektrolyten
  - molare Leitfähigkeit – elektrische Leitfähigkeit in Elektrolyten bezogen auf die Ionenkonzentration
  - Schallleitfähigkeit[2] (auch Schallübertragungsfähigkeit oder akustische Leitfähigkeit) – für Schall (in Schallleitern), siehe auch Schallausbreitung
- Stoffströme:
  - kapillare Leitfähigkeit (oder Kapillarität) – für Feuchtigkeit; verwendet im Bauwesen
  - hydraulische Leitfähigkeit (oder Permeabilität) – für die Durchlässigkeit in Böden oder Fels für Wasser (oder auch andere Flüssigkeiten)